# Andrej Trefilov
Andrej Viktorovič Trefilov (in russo Андре́й Ви́кторович Трефи́лов?; Kirovo-Čepeck, 31 agosto 1969) è un ex hockeista su ghiaccio russo, fino al 1991 sovietico.

## Palmarès

### Olimpiadi
- Oro a Albertville 1992 (con la Squadra Unificata).
- Argento a Nagano 1998 (con la Russia).